# عثمان سيل
عثمان سيل (بالإنجليزية: Usman Sani Sale Hassan)‏ هو لاعب كرة قدم نيجيري في مركز مهاجم ‏، ولد في 27 أغسطس 1995 في جوس في نيجيريا. شارك مع منتخب نيجيريا تحت 20 سنة لكرة القدم. أما مع النوادي، فقد لعب مع نادي فيكينغ وويكي توريستس ونادي الصفا السعودي.

## وصلات خارجية
- عثمان سيل على موقع قاعدة بيانات كرة القدم.إي يو (الإنجليزية)
- عثمان سيل على موقع Soccerway.com (الإنجليزية)
- عثمان سيل على موقع عالم كرة القدم.نت (الإنجليزية)